# Triepeolus haematurus
Triepeolus haematurus är en biart som beskrevs av Cockerell och Sandhouse 1924. Triepeolus haematurus ingår i släktet Triepeolus och familjen långtungebin. Inga underarter finns listade i Catalogue of Life.